# Ponta Delgada
Ponta Delgada (portugalska izgovorjava: [ˈpõtɐ ˌðɛɫˈɣaðɐ]) je največja občina (concelho) in administrativno središče avtonomne regije Azori na Portugalskem. Je na otoku  São Miguel, največjem in najbolj naseljenem v arhipelagu. V letu 2011 je bilo 68.809 prebivalcev, na območju 232,99 kvadratnih kilometrov, širše mestno območje pa šteje okoli 120.000 ljudi ali okoli polovico prebivalstva Azorov. V treh osrednjih civilnih župnijah, ki obsegajo zgodovinsko mesto, živi 17.629 prebivalcev: São Pedro, São Sebastião in São José. Ponta Delgada je v skladu z revidirano ustavo iz leta 1976 postala administrativni središče regije; sodna oblast in katoliška škofija sta ostali v zgodovinski prestolnici Angra do Heroísmo, medtem ko je bila zakonodajna skupščina Azorov umeščena v Horti.

## Zgodovina
Izvor imena Punta Delgada (portugalsko za 'občutljivo' ali 'tanko točko') je izumil znameniti portugalski kronist, oče Gaspar Frutuoso.
| “ | To mesto Ponta Delgada je dobilo ime po svojem položaju, ki je ob vulkanskih deželi, tanki in ne preveliki, kot na drugih otokih, ki vodijo do morja in kjer je bila kasneje zgrajena kapelica svete Klare, ki se je imenovala točka Santa Clara ... | ” |

Okoli leta 1450 je Pêro de Teive ustanovil majhno ribiško vasico, ki je sčasoma prerasla v mestno aglomeracijo v Santa Clari.
Na otoku São Miguel, naseljenem od leta 1444, je bilo veliko ozemlje, na katerem so bila razpršena majhna naselja, razen Vila Franca do Campo na južni obali in manjša skupnost Ponta Delgada. Villa Franca je bila dolga leta gospodarsko in družbeno središče otoka in sedež lokalne vlade, vendar so številni plemiči in izseljeni plemiči prezirali njen podrejeni status (izhajajoč iz številnih konfliktov med temi prebivalci in upravitelji južne obale) . Plemiči v Ponta Delgadi so poslali skrivno odposlanstvo, ki ga je vodil Fernão Jorge Velho, da bi se srečali s kraljem Manuelom v Lizboni, s peticijo, da se skupnost osamosvoji. V Abrantesu je kralj Manuel 29. maja 1507 podelil foral (Carta de Foral kraljevi dokument z namenom ustanoviti concelo (svet) in urediti njegovo upravo, meje in privilegije), ki je naselje dvignil na status vasi (portugalsko vila).
Potem, leta 1522, so potres in plazovi opustošili glavno mesto pokrajine, uničili veliko zgradb in ubili več ljudi. Ponta Delgada je postala edini center z infrastrukturo, ki je podpirala azorsko birokracijo in nadomestila njene pomembne gospodarske povezave. Njena vloga se je hitro spremenila, sčasoma pa je bila v času vladanja kralja D. João III. z odlokom z dne 2. aprila 1546 povzdignjena v mesto.
Pomorska bitka Ponta Delgada (znana tudi kot bitka pri São Miguelu) je potekala 26. julija 1582 ob obali, kot del portugalske nasledstvene krize leta 1580. Anglo-francoska gusarska ekspedicija je proti Španiji plula, da bi ohranila portugalsko kontrolo na Azorih, ki se je uskladila s pretendentom Antóniom, Prior Cratom, s čimer je preprečila špansko kontrolo (to je bila največja francoska sila, ki so jo poslali v tujino pred obdobjem Ludvika XIV).
V 19. stoletju je občina doživela svoj največji zagon gospodarske dejavnosti, s tem da je izvoz citrusov v Združeno kraljestvo in rast podjetij v tuji lasti v zgodovinskem središču rasel, mnogi od njih so bili judovski trgovci po letu 1818. Tako kot druga središča po arhipelagu je mesto Ponta Delgada doživelo številne aktivnosti, ki so bile značilne za to obdobje, vključno z "ozelenitvijo" skupnosti (z gradnjo vrtov António Borges, José do Canto, Jácome Correia in Vikont Porto Formoso, ki bi postali del Univerze na Azorih, gradnja številnih okrašenih domov / posestev, odstranjevanje živali iz mestnih prostorov, odpiranje novih, večjih cest, premikanje pokopališč na obrobje in premestitev tržnic rib, mesa in sadja. Zaradi teh sprememb in rasti trgovskega razreda je Ponta Delgada postala tretje največje mesto na Portugalskem po gospodarskem bogastvu in številu prebivalcev. Pesnik Bulhão Pato, ki piše o Ponta Delgadi, je bil presenečen nad izjemnim bogastvom lastnikov plantaž, "gospodov kmetov", ki so živeli v urbaniziranem jedru: izvozniki pomaranč in koruze, bankirji, investitorji, industrialci in prevozniki, ki so prispevali k privilegiranemu razredu ekonomskih in socialnih mislecev in filantropov.
Na začetku 20. stoletja je bil položaj Ponta Delgade razmeroma visok (osmo mesto), čeprav se je spreminjajoči se pomen podeželskih gospodarstev vztrajno zmanjševal. Vendar je ostala osrednje mesto v gospodarstvu in hierarhiji Azorskega arhipelaga. Zato je bila v ospredju političnih sprememb po nageljnovi revoluciji. V enem takšnem dogodku so lastniki nepremičnin in kmetje, ki so se nagibali k pravici, izpodbijali civilnega guvernerja Antónia Borgesa Coutinha, ki je bil odgovoren za izvajanje zemljiških reform.  Micalenseov kmečki protest je izsilil njegov odstop in spodbudil vrsto terorističnih dejanj, ki so Azore zajela v politične nemire. Po tajnem zaprtju, aretacijah in pridržanjih, ki jih je opravil vojaški guverner, je avtonomno okrožje Ponta Delgada 22. avgusta 1975 umiril skupaj z drugimi okrožji (Horta in Angra do Heroísmo) z ustanovitvijo deželnega zbora Junta. (Junta Regional dos Açores), začasna vlada, ki je prevzela pristojnosti uprave med prehodom regije na ustavno avtonomijo.

## Geografija

### Fizična geografija
Občina Ponta Delgada je ena večjih upravnih enot v arhipelagu, ki se razteza od središča otoka do zahodne obale. Ponta Delgada meji na severovzhodu na občino Ribeiro Grande, na jugovzhodu pa na relativno novo občino Lagoa.
Geomorfološko Ponta Delgada pokriva vulkansko območje, sestavljeno iz dveh struktur: vulkanski sistem Picos in masiv Sete Cidades. Vulkanski sistem Picos se razteza od starega vulkanskega masiva Água de Pau (lokalno znano za jezero, ki je v vulkanskem kraterju: Lagoa do Fogo) do območja okoli kaldere Sete Cidades. To je vulkanska aksialna cona, ki je v glavnem usmerjena v smeri severozahod-jugovzhod, ki jo v bistvu opredeljujejo številni stožci in tokovi lave in so pretežno pokriti z gosto vegetacijo in pašniki. Relief je razmeroma ploskovit, predvsem ob severni in južni obali, kjer je veliko mestnih skupnosti.
Masiv Sete Cidades, druga geomorfološka struktura, ki sestavlja občino Ponta Delgada, je sestavljen iz osrednje vulkanske kaldere in jezerskih stožcev, ki obkrožajo krater. Zaseda skrajni zahodni del otoka, usmerjen vzdolž podobne severozahodno-jugozahodne orientacije, s številnimi regionalnimi radialnimi zlomi, ki jih označujejo lava kupole in brizgani stožci. Vulkan Sete Cidades v središču masiva sestavljajo kaldera in poligenetsko vulkansko polje znotraj njega, ki vključuje štiri jezera (od katerih sta povezani Lagoa Azul, 'Modro jezero' in Lagoa Verde, 'Zeleno jezero'). Kaldera je skoraj okrogla in se je razvijala v treh fazah. Prva se je zgodila pred 36.000 leti, kar je tvorilo propadlo glavno strukturo. Druga faza ustreza obdobju pred približno 29.000 leti, ko so vulkanski izbruhi nastali na severozahodnem delu strukture. Nazadnje, tretja faza (pred približno 16.000 leti) je povzročila propad severnega in severovzhodnega dela kaldere. Geološko, v zadnjih 5000 letih, je bil aktiven osrednji stožec (17 izbruhov) in odgovoren za večino dejavnosti v arhipelagu v tem obdobju. Ti geološki izbruhi so bili v bistvu trahitni izbruhi subplinskega ali plinskega tipa, s hidro-magmatskimi značilnostmi. Zadnji izbruh, ki je nastal pred približno 500 leti, je povzročil nastanek stožca Caldeira Seca. Čeprav do danes ni bilo nobene zgodovinske dejavnosti, o aktivnem statusu še vedno razpravlja znanstvena skupnost.
Raznolika geografija je vključevala različne tipe bazaltnega vulkanizma, tako burnega kot manj eksplozivnega (v bistvu strombolski in havajski tip erupcije) vzdolž njegovih bokov, običajno pogojenih z lokalnimi in radialnimi prelomi. Tektonski jarek Mosteiros je prav tako pomembna značilnost na tem območju, ki predstavlja propad zemljišč na severozahodnem boku kaldere. Čeprav ni aktivnih zračnih vulkanskih značilnosti (kot so fumarole Furnasa), so bile identificirane podmorske odprtine okoli regije Ponta da Ferraria in plaže na Mosteirosu.

### Podnebje
Ponta Delgada ima mejno vlažno subtropsko (Cfa) in sredozemsko podnebje (Csa) po Köppenovi klasifikacijo z močnim oceanskim vplivom (Cfb), zaradi visokih količin padavin skozi vse leto, skupaj z manj sonca in ko samo en topel mesec doseže 22,1 ° C. Podnebje občine, podobno kot ostalih Azorov, oblikuje Zalivski tok, ki omogoča majhne razlike v temperaturah. Po Trewarthovem sistemu so znotraj subtropskega območja izjemno blage zime.
Zalivski tok prispeva tudi k nestabilnemu vremenu, ki se med jesenjo in pomladjo močno spreminja, zaradi česar je vremenska napoved težavna. Ravni vlažnosti so dovolj velike (običajno 90–100%), da se nihanja temperatur zdijo primerljiva s tistimi, ki so se pojavila na lokacijah na podobnih zemljepisnih širinah. Temperaturne razlike med letnimi časi so precej manjše od tistih, ki se pričakujejo v celinski Portugalski, z milejšimi zimami in hladnejšimi poletji kot Lizbona.

### Družbena geografija
Podobno kot druge skupnosti na Azorskem otočju je občina pogojena z geografijo; večina domov je združenih vzdolž regionalnega cestnega omrežja, ki obkroža otok, s številnimi pomožnimi ali kmetijskimi dostopnimi cestami, ki ločujejo osrednji del otoka (predvsem v regiji Picos) vzdolž osi sever-jug.
Nasprotno je občina sestavljena iz 24 župnij, ki skrbijo za razvoj, za obrambo lokalnih socialnih, kulturnih, rekreacijskih in okoljskih vprašanj.
Ob južni obali je urbanizirano jedro zgodovinske vasi / mesta Ponta Delgada, ki vključuje glavno civilno infrastrukturo, ceste visoke zmogljivosti (portugalsko Vias-rápidas), turistične in kulturne znamenitosti, pa tudi podjetja in vladne ustanove. Samo mesto Ponta Delgada zajema civilne župnije Santa Clara, São José, São Sebastião in São Pedro, ki jih ločijo ceste z urbaniziranim obrisom Fajã de Cima in Fajã de Baixo. Ne sme se zamenjati s tradicionalnim mestom, mesto Ponta Delgada nima pravne pristojnosti ali župana, vendar ima občina Ponta Delgada izvoljenega funkcionarja, predsednika občine Presidente da Câmara in Assembleia Municipal, ki je predstavniški svet, razpršeni župnijski sveti (in izvoljeni predsedniki) upravljajo kraje, ki obkrožajo zahodni rob São Miguela.
Mestno jedro je baixa ali spodnje mesto, ki se nanaša na zgodovinsko središče zgradb, trgovin in znamenitosti, ki so se zbirale skozi stoletja okrog trga São Sebastião in Praça Gonçalo Velho (posvečenega odkritelju otoka). Neposredno okoli tega mestnega jedra so občinska dvorana, Vrata v mesto (Portas da Cidade) in stare zgradbe carinske službe pred glavno cesto, ki sledi obali (sama mimo utrdbe São Brás in Campo do São Francisco na zahod). Med pomembnejšimi znamenitostmi so Portas do Mar ('Morska vrata), glavni stolp nakupovalnega središča SolMar Avenida Center in Gledališče Micalense.

## Mednarodni odnosi
Ponta Delgada je pobratena z:
- San Leandro, Kalifornija, ZDA, od 1970
- Fall River, Massachusetts, ZDA, od 1978
- Caué District|Caué/Angolares, Sveti Tomaž in Princ, od 2000
- Newport, Rhode Island, ZDA, od 2003
- Pleven, Bolgarija, od 2007
- Praia, Zelenortski otoki, od 2008

## Gospodarstvo
Občina Ponta Delgada predstavlja različne gospodarske dejavnosti, ki obstajajo na Azorih. Ob močni koncentraciji storitvenih dejavnosti je občina pomembno industrijsko in kmetijsko središče. Kotlina Arrifes-Covoada je glavna žitnica na otoku São Miguel, poleg vseh župnij, ki so okoli oboda masiva Sete Cidades.
Leta 1999 je v mejah Ponta Delgade delovalo 1039 podjetij, kar je približno 45,4% podjetij na Azorih. Od teh podjetij je bilo 4,4% v primarnem sektorju, 13,7% v sekundarni industriji in 81,9% v sektorju terciarne storitve. Obseg prodaje (v letu 2000) je znašal 1.458 milijonov evrov, kar je povezano s storitvami, od katerih prevladujeta bančništvo, računalniško programiranje / storitve, podjetniške in komercialne storitve ter turizem.
Turistična dejavnost v Ponta Delgadi je predstavljala 34% zasedenosti hotelov v regiji, od tega je bilo 46% nočitev (1997).
Poleg tega je Ponta Delgada središče upravnih služb v regiji, pri čemer so številni vladni sekretariati na tem sedežu občine (vključno z regionalnim predsedstvom in več direktorati).
V Ponta Delgadi objavlja več časopisov, med njimi Açoriano Oriental (eden najstarejših dnevnih časopisov v državi) in Diário dos Açores.

## Izobraževanje
Ponta Delgada je sedež osrednjega jedra Univerze na Azorih, multidisciplinarne ustanove, ki sega od tečajev v turizmu, računalniškem inženirstvu, družboslovju in poslovnem upravljanju. Od svojega glavnega kampusa v São Pedru rektorat upravlja s tremi enotami, razširjenimi po Azorih, vključno s Horto (pouk morske biologije, ki je povezan z Oddelkom za oceangrafijo in ribolov) in Angra do Heroísmo (s širokim razponom predmetov v kmetijstvu in poslovanju). 

## Znamenitosti
- Largo de Goncalo Velho Cabral je osrednji trg v Ponta Delgadi in je dobil ime po prvem upravitelju otoka, Gonçalu Velhu Cabralu, kateremu je posvečen tudi spomenik. Stavbe z arkadami, kot je banka na vzhodni strani trga, so bile nekdaj neposredno ob morju in so bile uporabljene v 18. in 19. stoletju za nakladanje in razkladanje blaga. Preden je bila obala utrjena s pomolom, so bila triločna vrata Portas da Cidade, ki segajo v leto 1783, vrata v mesto, tik ob majhnem pristanišču. Danes so znamenitost mesta. Trg je središče dolgega zaliva Ponta Delgada, na bregovih katerega teče dolga Avenida Infante Dom Henrique, zgrajena leta 1952. To ni le glavna mestna arterija, temveč na tej ulici najdete večino bank in pisarn. Na južni strani neposredno ob morju je sprehajališče z majhnimi kavarnami v nekdanjem ribiškem pristanišču Cais da Sardinha, odprto kopališče Piscina, pristanišče za jahte Marina.[9]

- Mestna hiša Càmara Thumbcipal je tipična azorska baročna stavba iz prve polovice 18. stoletja. Zgrajena kot rezidenca plemiške družine, dominira na ozkem, podaljšanem Praça da Republica s svojim vodnjakom. V začetku 20. stoletja se je v stavbo preselila uprava, vhod katere je pod balkoni, okronani z grbom. V pritličju, ki je bogat z dragocenim starinskim pohištvom, potekajo redne razstave lokalnih umetnikov. V stolpu mestne hiše, zgrajenem leta 1724, s čudovitim panoramskim razgledom na mesto, visi zvon kralja Dom Joao III. iz 16. stoletja. To je najstarejši zvon na Azorih. Pred stavbo je kip zaščitnika São Miguela.[10]
- Praça 5 de Outubro, nekdanji Campo de São Francisco, je skoraj kvadraten in ima paviljon v azijskem stilu. Na trgu stoji starodavno avstralsko drevo Metrosideros (železno drevo), ki je bilo posajeno leta 1870. V poletnih večerih in neštetih praznovanjih se mestno prebivalstvo zbira na trgu.

- Igreja de São José – cerkev na zahodni strani Praça 5 de Outubro je nekoč pripadala frančiškanskemu samostanu Convento de nossa Senhora da Conceição. V 1560-ih gradnje je nastala največja cerkev na Azorih, katere triladijska fasada je bila zasnovana v začetku 18. stoletja z novo fasado, preddverjem in tremi vrstami oken. V ospredju je pet apnenčastih rezbarij s prizori iz življenja svetega Frančiška in niša z bazaltnim kipom zaščitnika. Notranjost je urejena s štirimi čudovitimi stranskimi oltarji, kor je okrašen z dragocenimi azulejosi. Igreja de São José ima tudi kapelo Nossa Senhora da Dores na levi, kasneje dodano, ki je odličen primer baročne arhitekture na Azorih. Kapela je bila začetna točka procesij do leta 1864, ko so se verniki bičali z biči, da bi dobili odpuščanje grehov.

- Izgradnjo ozke samostanske cerkve Igreja da Nossa Senhora da Esperança, tudi Igreja de Santo Cristo, na severni strani Praça 5 de Outubro, je ustanovil tedanji guverner Rui Goncalves da Camara leta 1541, skupaj s samostanom Convento da Esperança. V njem še vedno živi trinajst nun. Glavni element je kip Kristusa, Senhor Santo Cristo dos Milagres, v spodnjem koru, ločen z železno rešetko od zgornjega kora z bogato okrašenim glavnim oltarjem, ki ga je v 18. stoletju ustvaril Diego Bernardes. Za nuno Tereso da Anunciadas (* 1658- † 1738), katere kosti se hranijo v dragocenem kipu v spodnjem koru, so nune do leta 1737 skrbele za doprsni kip in pomembno prispevale k širjenju kulta. Temo je prevzel pisatelj Ralph Roger Glöckler v svoji Azorski trilogiji, odnos med nunami in podobo je tu predstavljen v nekakšnem smrtnem deliriju, v katerem se časovne ravni povezujejo.

- Monumento ao Emigrante - spomenik izseljencem, delo Alavara Raposo Franga iz leta 1999 stoji na južni strani Praça 5 de Outubro. Spomenik je sestavljen iz betonske stele, kamnitih mozaikov in treh bronastih figur v naravni velikosti in predstavlja družino izseljencev, ki si prizadeva za boljšo prihodnost. Oče družine kaže proti zahodu - proti Ameriki. Črno-bela tlakovana površina mesta je vrhunec tega spomenika. Številni trgi in pločniki so umetniško tlakovani z različnimi domiselnimi vzorci in figurami na velikih območjih bazaltnega in granitnega kamna s portugalskega kopna.

- Forte de São Brás je na severni strani Praça 5 de Outubro na zahodnem koncu pristanišča. Poligonalna stavba, ki je bila zgrajena po načrtih italijanskega arhitekta Tommasa Benedetta, je bila zgrajena leta 1552 za zaščito otočanov pred rednimi napadi piratov neposredno ob nekdanjem sidrišču, in je bila v 19. stoletju večkrat obnovljena. Portugalska mornarica tam upravlja muzej s predmeti zadnjih stoletij. Spomenik pred bastijonom s topovi iz leta 1874 spominja na vojne žrtve prve svetovne vojne. Doprsni kip pred obzidjem prikazuje nekdanjega predsednika Teófila Braga.
- Med Largo de Goncalo Velho Cabral na vzhodu in Praça 5 de Outubro na zahodu mimo starega poštnega urada in dosežemo Praça Vasco da Gama s precejšnjim Venerinim vodnjakom. Ob Avenida Infante Dom Henrique se pride v carinsko hišo Alfândega, v vogalni stavbi z okroglim stolpom pa je ministrstvo za obrambo.

- V središču mesta je Igreja Matriz de São Sebastião, glavna cerkev v Ponta Delgadi. Matriz je bila prvotno zgrajena kot majhna romarska kapela posvečena São Sebastião, prvemu zaščitniku otoka, v letih 1531-47 kot zahvala za pomoč proti kugi, ki je divjala na otoku od 1523 do 1531. Od zunaj navdušuje s portali v manuelskem in baročnem slogu, ki so jih v 18. stoletju dodali ob preoblikovanju in razširitvi prvotnega poznogotskega sloga. Glavni manuelinski portal so dopolnili z dvema stranskima portaloma, rozeto in štirimi barvno okrašenimi okni. V notranjosti so rezbarije iz cedrovine in drugega redkega lesa, kot so gvaiak (Guaiacum) les iz brazilskih kolonij, leseno pohištvo iz palisandra (rožni les – Papilionoideae) sega v 17. stoletje. V zakristiji so čudovite slike iz ploščic in velika zbirka zlatih vezenin iz 16. stoletja, ustvarjenih v Angliji. Kot edina cerkev v mestu ima cerkveni stolp Matriz uro. [11]
- Museu Carlos Machado, najpomembnejši muzej na Azorih, je leta 1876 ustanovil rektor Liceu Nacional v Ponta Delgadi, Carlos Maria Gomes Machado, od leta 1930 pa je v samostanu Santo André iz 16. stoletja. Različni eksponati prikazujejo starodavno življenje Azorcev v kategorijah kmetijstva, carine, ribištva, zgodovine, geologije, obrti, ribištva, naravne in kulturne zgodovine ter igrač. Razstava lokalnih umetnikov dopolnjuje zbirko slik od 15. do 20. stoletja in skulpture, vključno z deli Canto da Maia, zlatarske predmete in premete iz slonovine.[12]

- Cerkev Igreja de São Pedro je bila zgrajena v baročnem slogu v prvi polovici 18. stoletja, na temeljnih kapele iz 15. stoletja, ki je bila uničena v potresu in je župnijska cerkev istoimenskega okrožja. V enoladijskem, osmerokotnem cerkvenem prostoru je izjemen visoki oltar s pozlačenimi lesnimi rezbarijami in portretom Nossa Senhora das Dores, ki velja za najlepšo baročno skulpturo na Azorih. Slika Pentecostés (Binkošti) Pedra Alexandrina de Carvalha sega v 18. stoletje

- Igreja de Todos-os-Santos, bolj znana kot Igreja do Colégio dos Jesuítas, s svojo veličastno baročno, bogato okrašeno fasado, je najlepša arhitekturna stavba mesta v baročnem slogu. Temeljni kamen je bil položen na dan Vseh svetih, 1. novembra 1592, v prisotnosti guvernerja Gonçala Vaza Coutinha. Med 1643 in 1646 je bila v koru nameščena nova oltarna slika. Nova fasada je bila dokončana leta 1666. Večkrat je bila obnovljena in nazadnje popolnoma obnovljena od leta 1997 do ponovnega odprtja leta 2005. Cerkev naj bi postala del jezuitskega kolegija, vendar so bili jezuiti izgnani pod markizom de Pombalom. Ob njej je knjižnica in mestni arhiv z mnogimi zgodovinskimi dokumenti iz zgodovine mesta.
- Vrt Jardim Antero de Quental je posvečen pesniku Anteru de Quentalu, ki se je rodil v Ponta Delgadi in postal vodilna osebnost v portugalski literarni zgodovini. Kot član pesniškega kroga Geração de 70 je promoviral širjenje socializma na Portugalskem. Zaradi pomanjkanja prepoznavnosti je padel v depresijo in končal 11. septembra 1891, svoje življenje v Ponta Delgadi s samomorom. Na Praça 5 de Outubro se je ustrelil z dvema streloma, vendar ni umrl takoj, temveč dve uri kasneje v bolnišnici.
- Mestni park Jardim António Borges je zelo domiseln in podroben. V 19. stoletju ga je prvotno razvil prvi in najuspešnejši gojitelj ananasa Borges kot zasebni vrt z rastlinami z vsega sveta.

- V Palácio de Sant'Ana prebiva, izmenično poleg dveh drugih uradov v Horti in Santa Maria, vlada avtonomne regije Azori. V prostorih tri-krilnega kompleksa je dragoceno pohištvo, in ni dostopno javnosti. Okoli palače je največji botanični kompleks otoka, Jardim Jácome Correia, prav tako Jardim do Palácio de Sant'ana. Družina Correia je leta 1846 naročila angleškemu arhitektu, da zgradi palačo in park. Vzhodno od palače je drugi park Jardim José do Canto, preurejen v hotel, rezidenco ustanovitelja parka, Palacio José do Canto. José do Canto je bil ljubitelj vrtov in je v 19. stoletju zasadil posest na površini približno pet hektarjev z več tisoč eksotičnimi rastlinami, ki so jih dobavljali iz Belgije, Nemčije, Londona, Pariza in Rio de Janeira. Vodil je tudi seznam rastlin, ki jih ni hotel imeti v svojem parku.

- Gruta do Carvão je geološka formacija vulkanskega izvora severozahodno od Ponta Delgade. Gre za naravni spomenik, ki ga sestavljajo štirje deli: Paim, Secadores de Tabaco, João do Rego in José Bensaúde. To je nekdanja 22 km dolga lavna cev iz Complexo Vulcânico dos Picos, območja z okoli 200 neaktivnimi vulkani. Med gradnjo obvoznice je bil odkrit trenutni vhod. V jamo lahko vstopimo v južnem delu okoli 700 metrov, v severnem delu na razdalji približno 550 metrov proti zahodu. Votlina ima povprečno višino približno dva do tri metre, ponekod več kot pet metrov. V nekaterih odsekih so pesek in balvani deponirani s povprečno debelino približno en meter. Širina jame je zelo spremenljiva in je včasih več kot deset metrov, zlasti na mestih sovpadajočih cevi - v odseku 200 metrov se dva sistema prekrivata. Naravno bogastvo Gruta do Carvão je velika raznolikost geoloških značilnosti in struktur, značilnih za vulkanske pojave. Posamezne strukture kažejo, da so akumulirani plini eksplodirali, kar je povzročilo razpoke v stenah in stropu jame. Na stropih in stenah je nastalo veliko stalaktitov, ki imajo običajno stožčasto obliko in gladke površine. So rezultat strjevanja kapljic lave. Ali pa je oblikovala nepravilne oblike, pogosto bele / rumenkaste in zelo krhke.<ref>Website der Gruta do Carvão, Informationen auch Führung vom 9. April 2016 aufgerufen am 17. Oktober 2016</ref